# أولوف أوقست دانيلسون
أولوف أوقست دانيلسون (بالسويدية: Olof August Danielsson)‏ هو عالم لغوي كلاسيكي سويدي، ولد في 15 أكتوبر 1852 في Häradshammars församling ‏ في السويد، وتوفي في 10 يوليو 1933 في أوبسالا في السويد.